# Смиловци (Болгария)
Смиловци (болг. Смиловци) — село в Болгарии. Находится в Габровской области, входит в общину Габрово. Население составляет 34 человека.

## Политическая ситуация
В местном кметстве Гыбене, в состав которого входит Смиловци, должность кмета (старосты) исполняет Марина Иванова Тодорова (независимый) по результатам выборов правления кметства.
Кмет (мэр) общины Габрово — Томислав Пейков Дончев (Граждане за европейское развитие Болгарии (ГЕРБ)) по результатам выборов в правление общины.